# Oxford Latin Dictionary
O Dicionário de Latim da Oxford é um dicionário de latim produzido pela editora inglesa Oxford University Press, uma referência para o estudo da língua latina.

## História
O Oxford Latin Dictionary (OLD) resultou de um projeto iniciado pela Clarendon Press em 1933 com o objetivo de elaborar um dicionário totalmente independente dos demais, feito a partir das fontes escritas e de inscrições originais. Durante os anos da Segunda Guerra Mundial, a elaboração do dicionário esteve quase parada. O primeiro fascículo do dicionário saiu apenas em 1968, e os restantes foram saindo a ritmo mais ou menos regular, até estar totalmente pronto. Teve sucessivas reimpressões e em 1996 saiu uma versão com corrigenda. A última reimpressão (a que se encontra atualmente no mercado) é de 2006. O seu aspecto gráfico é baseado no Oxford English Dictionary, dicionário de língua inglesa da mesma editora.
O OLD possuiu vários editores, desde A. Souter (o primeiro) até Peter G. W. Glare (o último).

## Características
O OLD possui 2.160 páginas e cerca de 40.000 entradas. As equipas editoriais do OLD pretendiam acabar com a obra dos “vícios” da filologia clássica do século XIX (ou seja, dicionários baseados em outros dicionários). Além da tradução dos verbetes, o OLD possuía também uma explicação semântica, hierarquizada de acordo com a evolução, isto é, do sentido primitivo ao sentido mais tardio. Esta característica foi adicionada ao dicionário porque poderia conferir-lhe mais profundidade de estudo do latim. Alguns dos exemplos atestam a ocorrência do uso das palavras no leque de autores estudados, porém não se encontram traduzidos.
Na época, foram introduzidas entradas com prefixos e sufixos latinos, uma inovação na lexicografia da época. Uma correção importante em termos científicos foi a não inclusão de j e v na grafia latina. O âmbito cronológico dos textos de que se serviu o dicionário vai das origens do latim, no século VII a.C., até 200 d.C. Não inclui autores cristãos e é uma obra direcionada para classicistas. Não serve a propósitos de medievalistas ou humanistas.
Prepara-se atualmente, mas sem data prevista de saída, a versão eletrónica do OLD.

## Ligações Externas
Página oficial da edição impressa na Oxford University Press